# LOVE,PEACE&TRANCE
LOVE, PEACE & TRANCE（ラブ・ピース・アンド・トランス）は、細野晴臣プロデュースによる日本のアンビエント・ミュージック・ユニット。メンバーは遊佐未森、甲田益也子、小川美潮、細野晴臣の4人。

## 概要・来歴
1994年にマキシシングル「HASU KRIYA」を、翌1995年にアルバム『LOVE, PEACE & TRANCE』を発売し、同年末に東京都港区西麻布のクラブ「Yellow」にてライブを行った。それ以降は活動を行っていない。
作品の歌詞カードには、遊佐の写真の上にLOVE、甲田の上にPEACE、小川の上にTRANCEと記載されており、また歌詞カード中でも甲田は遊佐と小川のことをLOVE、TRANCEと称している。

## 作品
※作品はいずれも廃盤。2009年1月29日にアルバム「LOVE, PEACE & TRANCE」が限定生産で再発売された。

### シングル
- HASU KRIYA （1994年12月12日、ESCB-1154）
  1. はしゃマンダラ (HUSH-A MANDALA NI PALI)
    - 作詞、作曲: 福澤諸

  2. 暗闇のささやき (WHISPERS IN THE DARK)
    - 作曲: トーマス・ニューマン（Thomas Newman）

  3. はす・クリア (HASU KRIYA)
    - 作詞、作曲: 福澤諸

### アルバム
- LOVE, PEACE & TRANCE （1995年1月21日、ESCB-1546）
  1. HO'OLA
  2. HASU KRIYA
  3. YEELEN
  4. DREAMTIME LOVERS
  5. SOLARIS
  6. MAMMAL MAMA
  7. KOKORO DA
  8. DAWN
  9. WHISPERS IN THE DARK
  10. HASU KRIYA single mix
  11. HASH-A MANDALA NI PALI
  12. AINA

## ライブ
- 1995/07/24　22:00　『OPEN featuring Love, Peace & Trance with 細野晴臣』
  - 会場：西麻布イエロー
  - 小川美潮(vo)、遊佐未森(vo)、甲田益也子(vo)、細野晴臣(b, cho)、中山ケイ(mix)
  - ゲスト：キム・カスコーン
  - 演奏曲
    - Hasu Kriya
    - Hush-a Mandala Ni Pali

- 遊佐未森は1995/12/25のOPEN II Jumbient X'mas（西麻布イエロー）と2018年の Mimori Yusa 30Tt Anniversary Concert "PEACHTREE" で「Hasu Kriya」を歌唱している。

- 小川美潮は2004年02月27日の「ECHO & NYMPH "NEXTRANCE LOUNGE"」でHush-a Mandala Ni Pali を、 2005年07月17日のコンサートで Hasu Kriya と Hush-a Mandala Ni Pali を歌唱している。